# 뉴베리상
뉴베리 상(영어: Newbery Medal)은 미국 아르아르보커 출판사의 프레더릭 G. 멜처가 제정했으며, 아동용 도서를 처음 쓴 18세기 영국의 출판인 존 뉴베리의 이름을 따서 지었다. 미국도서관협회의 연례총회에서 주관한다. 
1922년부터 처음으로 시상되었고 수상 작가는 미국 국적자거나 거주자여야 한다. 칼데콧상과 함께 미국 아동문학 최고의 상으로 꼽힌다. 칼데콧 상은 최우수 아동용 그림책을 그린 미술가에게 수여한다.
상은 뉴베리상 메달과 뉴베리 아너 상으로 나뉘며 중복 수상이 가능하며 수상 작가는 미국 국적을 가진 사람이거나 미국에 거주하는 사람이어야 한다는 제한이 있다.

## 수상자
- 1922년 헨드릭 빌럼 판 론, 《청소년을 위한 친절한 세계사》
- 1923년 휴 로프팅, 《둘리틀 박사의 바다 여행》
- 1924년 찰스 호스, The Dark Frigate
- 1925년 찰스 핑거, Tales from Silver Lands
- 1926년 아서 보위 크리스먼, Shen of the Sea
- 1927년 윌 제임스, Smoky the Cow Horse
- 1928년 Dhan Gopal Mukerji, Gayneck, the Story of a Pigeon
- 1929 에릭 P. 켈리, 《백만 마리 고양이》
- 1930 레이철 필드, Hetty, Her First Hundred Years
- 1931 엘리자베스 코츠워스, 《하늘로 올라간 고양이》
- 1932 로라 애덤스 아머, Waterless Mountain
- 1933 엘리자베스 포먼 루이스, 《세상을 두드리는 소년》
- 1934 Cornelia Meigs, Invincible Louisa
- 1935 모니카 섀넌, Dobry
- 1936 캐럴 라이리 브링크, Caddie Woodlawn
- 1937 루스 소여, 《롤러스케이트 타는 소녀》
- 1938 케이트 세러디, The White Stag
- 1939 엘리자베스 인라이트, 《마법 골무가 가져온 여름 이야기》
- 1940 제임스 도허티, Daniel Boone
- 1941 암스트롱 스퍼리, Call It Courage
- 1942 월더 O. 에드먼즈, The Matchlock Gun
- 1943 재닛 엘리자베스 그레이, Adam of the Road
- 1944 에스터 포브스, Johnny Tremain
- 1945 로버트 로슨, Rabbit Hill
- 1946 로이스 렌스키, Strawberry Girl
- 1947 캐럴린 셔윈 베일리, 《미스 히코리와 친구들》
- 1948 윌리엄 펜 듀보이스, 《21개 열기구》
- 1949 마거리트 헨리, King of the Wind
- 1950 마거리트 데안젤리, The Door in the Wall
- 1951 엘리자베스 예이츠, Amos Fortune, Free Man
- 1952 엘레노어 에스테스, 《생강 파이》
- 1953 앤 놀런 클라크, Secret of the Andes
- 1954 조지프 크럼골드, And Now Miguel
- 1955 마인데르트 드용, 《지붕 위의 수레바퀴》
- 1956 진 리 레이섬, Carry On, Mr. Bowditch
- 1957 버지니아 소런슨, Miracles on Maple Street
- 1958 해럴드 키스, Rifles for Watie
- 1959 엘리자베스 조지 스피어, 《검정새 연못의 마녀》
- 1960 조지프 크럼골드, Onion John
- 1961 스콕 오델, Island of the Blue Dolphins
- 1962 엘리자베스 조지 스피어, 《청동 활》
- 1963 매들린 렝글, 《시간의 주름》
- 1964 에밀리 체니 네빌, It's Like This, Cat
- 1965 마이아 보이치에호프스카, Shadow of a Bull
- 1966 Elizabeth Borten de Trevino, I, Juan de Pareja
- 1967 아이린 헌트, Up a Pond Slowly
- 1968 E. L. 코니그즈버그, From the Mixed-Up Files of Mrs. Basil E. Frankweiler
- 1969 로이드 알렉산더, The High King
- 1970 윌리엄 H. 암스트롱, Sounder
- 1971 베치 비어스, Summer of the Swans 그중
- 1972 로버트 C. 오브라이언, Mrs. Frisbee and the Rats of NIMH
- 1973 진 크레이그헤드 조지, Julie of the Wolves
- 1974 폴라 폭스, The Slave Dancer
- 1975 버지니아 해밀턴, M. ㅗtrumpet of the swan is a good book to read.C. Higgins, the Great
- 1976 수전 쿠퍼, 《그레이 킹》
- 1977 밀드레드 테일러, 《천둥아, 내 외침을 들어라!》
- 1978 캐서린 패터슨, 《테라비시아로 가는 다리》
- 1979 엘런 래스킨, 《웨스팅 게임》
- 1980 조앤 블로스, A Gathering of Days: A New England Girl's Journal
- 1981 캐서린 패터슨, Jacob Have I Loved
- 1982 낸시 윌러드, A Visit to William Blake's Inn
- 1983 신시아 보이트, Dicey's Song
- 1984 비벌리 클리어리, 《헨쇼 선생님께》
- 1985 로빈 매킨리, The Hero and the Crown
- 1986 퍼트리샤 매클라클런, Sarah, Plain and Tall
- 1987 Sid Fleischman The Whipping Boy
- 1988 러셀 프리드먼, Lincoln: A Photobiography
- 1989 Paul Fleischman, Joyful Noise
- 1990 로이스 로리, 《별을 헤아리며》
- 1991 제리 스피넬리, Maniac Magee
- 1992 밀리스 레이놀즈 네일러, Shiloh
- 1993 신시아 릴런트, Missing May
- 1994 로이스 로리, 《기억전달자》
- 1995 샤론 크리치, Walk Two Moons
- 1996 캐런 커슈먼, The Midwife's Apprentice
- 1997 E.L. 코니그즈버그, The View from Saturday
- 1998 캐런 헤스, Out of the Dust
- 1999 루이스 새커, 《구덩이》
- 2000 크리스토퍼 폴 커티스, Bud, Not Buddy
- 2001 리처드 펙, A Year Down Yonder
- 2002 린다 수 박, 《사금파리 한 조각》
- 2003 애비 워티스, 크리스핀의 모험
- 2004 케이트 디커밀로, 《생쥐 기사 데스페로》
- 2005 신시아 가도하타, Kira-Kira
- 2006 린 레이 퍼킨스, 크리스 크로스
- 2007 수전 패트런, 《행운을 부르는 아이, 럭키》
- 2008 로라 에이미 슐리츠, Good Masters! Sweet Ladies! Voices from a Medieval Village
- 2009 닐 게이먼, 《그레이브야드 북》
- 2010 리베카 스테드, 《어느 날 미란다에게 생긴 일》
- 2011 클레어 밴더풀, Moon Over Manifest
- 2012 잭 갠터스, 《노벨트에서 평범한 건 없어》
- 2013 캐서린 애플게이트, 《세상에 단 하나뿐인 아이반》
- 2014 케이트 디커밀로, 《초능력 다람쥐 율리시스》
- 2015 콰메 알렉산더, The Crossover
- 2016 맷 데라페냐, 《행복을 나르는 버스》
- 2017 켈리 반힐, 《달빛 마신 소녀》
- 2018 에린 엔트라다 켈리,《안녕, 우주》
- 2019 메그 메디나,《머시 수아레스 기어를 바꾸다》

## 같이 보기
- 콜더컷상
- 한스 크리스티안 안데르센 상